# Сирийска лира
Вижте пояснителната страница за други значения на лира.
Сирийската лира е паричната единица на Сирия.

## История
Преди Първата световна война Сирия е била част от Османската империя и законно платежно средство е османската лира.
Сирийската лира е въведена през 1919 г. и първоначално е била равна на 20 френски франка.
До 1958 лицевата страна на банкнотата е с арабски текст, а на гърба – френски. След 1958 английската версия е отпечатана на обратната страна. До независимостта на Сирия върху монетите има едновременно арабски и френски текст, по-късно – само арабски. Нова серия банкноти са отпечатани през 1998. Те са с променен външен вид, а също са добавени и купюри от 1000 лири.

## Интересни факти
Формата на монетите в купюри от 10 сирийски лири съвпада с 20 норвежки крони и тази монета може да заблуди автомат, обменна машина, игрална машина и всяка друга машина, която приема монети в Норвегия. Ако човешкото око може лесно да разграничи двете монети, за машините не е възможно, тъй като те са с еднакви тегло и размер.